# Associazione Calcio Venezia 1976-1977
Questa voce raccoglie le informazioni riguardanti l'Associazione Calcio Venezia nelle competizioni ufficiali della stagione 1976-1977.

## Rosa
| N. |                   | Ruolo | Calciatore           |
| -- | ----------------- | ----- | -------------------- |
|    | Italia (bandiera) | A     | Paolo Aschettino     |
|    | Italia (bandiera) | D     | Pier Luigi Bassanese |
|    | Italia (bandiera) | D     | Gianfranco Bisiol    |
|    | Italia (bandiera) |       | Bonati               |
|    | Italia (bandiera) | C     | Pietro Burla         |
|    | Italia (bandiera) | C     | Arduino Busnardo     |
|    | Italia (bandiera) | A     | Demetrio Cagnin      |
|    | Italia (bandiera) | C     | Luigi Camozzo        |
|    | Italia (bandiera) | C     | Franco De Cecco      |
|    | Italia (bandiera) | A     | Fabio Enzo           |
|    | Italia (bandiera) |       | Fonti                |

| N. |                   | Ruolo | Calciatore        |
| -- | ----------------- | ----- | ----------------- |
|    | Italia (bandiera) | A     | Loris Ghidoni     |
|    | Italia (bandiera) |       | Gregolin          |
|    | Italia (bandiera) | D     | Oscar Lesca       |
|    | Italia (bandiera) | P     | Daniele Minio     |
|    | Italia (bandiera) | C     | Marco Rossi       |
|    | Italia (bandiera) | C     | Vittorino Rossi   |
|    | Italia (bandiera) | D     | Sandro Santarello |
|    | Italia (bandiera) | C     | Nello Scarpa      |
|    | Italia (bandiera) | P     | Eros Seda         |
|    | Italia (bandiera) | C     | Luigi Seno        |